# Godin (luthier)
Pour les articles homonymes, voir Godin.
 (août 2017).
Si vous disposez d'ouvrages ou d'articles de référence ou si vous connaissez des sites web de qualité traitant du thème abordé ici, merci de compléter l'article en donnant les références utiles à sa vérifiabilité et en les liant à la section « Notes et références ».
Godin est une entreprise de fabrication de guitares basée à La Patrie au Québec. L'entreprise fut créée par Robert Godin en 1975.

## Historique
La compagnie Godin s'est peu à peu forgée une réputation, grâce à des guitares produisant des sons d'excellente qualité avec des choix de matériaux minutieux. 
La marque Godin commercialise aussi des guitares sous d'autres noms: Seagull, Art & lutherie, Norman, Simon & Patrick (les prénoms de ses deux fils) et La Patrie.
Certains modèles de guitares électriques sont terminés à Berlin au New Hampshire pour le montage des micros et l'électronique, afin de pouvoir vendre ses guitares et d'éviter le protectionnisme américain.
En 2000, la marque Godin essaye de commercialiser un nouveau type de guitare : la Glissentar, une électro-acoustique Fretless et dotée de 11 cordes faites en nylon, mais sans grand succès.
En 2014-2015, les guitares Godin font l'objet d'une exposition au Musée régional de Vaudreuil-Soulanges.
L'entreprise compte aujourd'hui plus de 400 employés et fabrique manuellement plus de 250 modèles de guitares dans ses usines de La Patrie, Princeville, Richmond et Berlin, dans le New Hampshire.

## Modèles

### Guitares acoustiques
- Fairmount CH Composer QIT
- Imperial Laguna Blue GT EQ
- Metropolis Classic QIT
- Metropolis Composer QIT
- Metropolis LTD Havana Burst HG EQ
- Metropolis LTD Natural HG EQ
- Metropolis Natural Cedar SG EQ
- Fairmount CH LTD Rosewood HG EQ
- Fairmount CH Natural HG EQ
- Rialto JR Satina Gray HG Q-Discrete

### Guitares classiques
- Arena Pro CW Bourbon Burst Dual Source EQ
- Arena Flame Maple CW Dual Source EQ
- Arena Mahogany CW QIT
- Arena CW QIT
- Collection
- Concert CW QIT
- Concert
- Presentation
- Etude
- Motif

### Guitares électriques

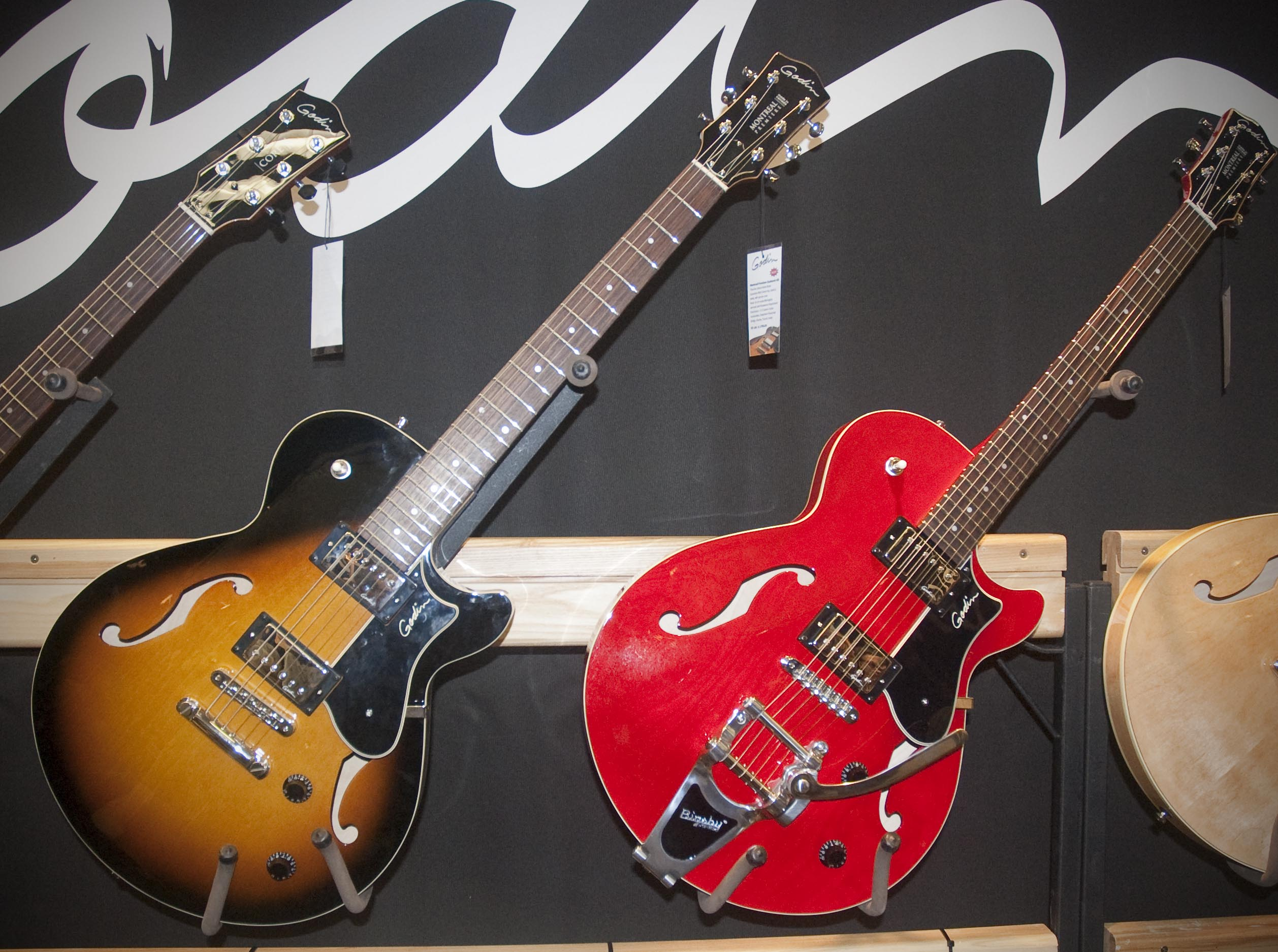
Guitares semi-acoustique.

- Signature DS-1
- Summit
- Radium
- Stadium
- Radiator
- Session
- Passion
- Redline

### Basses
- A4
- A5
- Dorchester
- Passion RG-4
- Shifter 5
- Shifter Classic 4